# Marcin Stefański
Marcin Stefański (Gliwice, 24 febbraio 1983) è un allenatore di pallacanestro ed ex cestista polacco.

## Palmarès

### Giocatore
- Coppa di Polonia: 2

Trefl Sopot: 2012, 2013
- Semaine des As: 1

Digione: 2004
- Supercoppa polacca: 2

Trefl Sopot: 2012, 2013